# Evoca Cola
Evoca Cola è una bibita analcolica ai carbonati al gusto di cola. Attualmente venduta nel Regno Unito, in Francia, Belgio e Sudafrica. È prodotta dalla Evoca Enterprises Limited, una marca che si è specializzata nella produzione e lo sviluppo di bibite analcoliche.

## Storia
La Evoca è stata fondata nel maggio del 2003 nel Regno Unito e ha lanciato il suo prodotto principale, l'Evoca Cola, nel gennaio del 2004. La sede principale della compagnia è a Londra, nel Regno Unito.
Dopo aver inizialmente lanciato la sua marca di bibite alla cola (Evoca Cola) a Londra, l'azienda si è impegnata in una campagna pubblicitaria televisiva su canali accessibili via satellite come ad esempio la ARY Digital con degli slogan che mettevano in luce il suo ingrediente principale (il seme nero della Nigella sativa) "Power of Black Seed" (il potere del seme nero) o ancora "The Original Black Seed Cola" (l'unica cola al seme nero).
Nel 2005 la bibita è stata rilanciata sul panorama mondiale per sfidare i principali fornitori mondiali di bibite analcoliche come Coca-Cola e Pepsi-Cola. Dalla seconda metà del 2006 fino ad oggi la Evoca ha lanciato una nuova campagna pubblicitaria che è attualmente mandata in onda su Islam Channel e Unity Channel. Anche se Evoca Cola ha un gusto molto simile a quello delle principali marche, la maggior differenza si ritrova nella composizione della Evoca Cola, fatta esclusivamente con acqua minerale naturale. Evoca Cola, inoltre, è l’unica cola al mondo che contiene un estratto autentico di seme nero proveniente dalla Nigella Sativa.
Attualmente Evoca Cola è disponibile in numero limitato nei supermercati della ASDA nel Regno Unito e presso Carrefour e E.Leclerc a Parigi.

## Evoca Cola e l'islam
Evoca Cola concorre nel mercato mediorientale con varie "cole" alternative, come la Qibla Cola e la Mecca Cola. La produzione di queste bibite non è collegata alle comunità islamiche, ma la Evoca dichiara di devolvere una percentuale del ricavato di queste linee commerciali a progetti umanitari sul territorio palestinese.